# Fernando Altimani
Fernando Altimani (né le 8 décembre 1893 à Milan et décédé le 2 janvier 1963 dans la même ville) est un athlète italien spécialiste de la marche. Affilié à l'US Milanese, il mesure alors 1,77 m pour 70 kg.

## Biographie
Médaillé olympique en 2012 sur le 10 kilomètres marche, Altimani est en outre champion d'Italie sur cette distance en 1910, 1911, 1912 et 1913 et sur le 1500 mètres marche en 1910, 1911, 1912, 1913 et 1914.

### Palmarès
| Date | Compétition           | Lieu      | Résultat | Performance   |
| ---- | --------------------- | --------- | -------- | ------------- |
| 1912 | Jeux olympiques d'été | Stockholm | 3e       | 47 min 47 s 6 |

### Records
| Épreuve      | Performance   | Lieu | Date |
| ------------ | ------------- | ---- | ---- |
| 10 km marche | 44 min 34 s 4 |      | 1913 |